# Wilson M. Compton
Wilson Martindale Compton (Wooster, 1890. október 15. – ?, 1967. március 7.) faipari kereskedelmi vezető, valamint a Washingtoni Állami Egyetem ötödik rektora.

## Élete
Compton 1890. október 15-én született az Ohio állambeli Woosterben. Wilson édesapja Elias Compton presbiteriánus vezető, valamint a Woosteri Főiskola filozófiaprofesszora és dékánja, édesanyja pedig Otelia Augspurger Compton. Martindale-nek három testvére volt; fivérei Karl Taylor Compton és Arthur Compton, akik mindketten fizikusok voltak; ezenfelül egy lánytestvére (Mary Elesia Compton) volt. A fiúk felsőoktatási tanulmányaikat a Woosteri Főiskolán kezdték meg, PhD-fokozatukat pedig a Princetoni Egyetemen szerezték. A három fiútestvér mindegyikének volt felsőoktatási vezetői tapasztalata: Karl Taylor a Massachusetts Institute of Technology rektori-, Arthur pedig a Washingtoni Egyetem kancellári tisztségét töltötte be.
Compton 1916. december 29-én feleségül vette Helen Harringtont. Helen édesapja Newton Ross Harrington, édesanyja pedig Laura Belle Case. A Comton házaspárnak négy gyermeke született: Wilson M., Catherine Ross, Ross Harrington és Helen Case Compton.

## Munkássága
Wilson Compton doktori fokozatát 1915-ben szerezte a Princetoni Egyetem történelem-politika-gazdaság szakán, majd egy évig a New Hampshire-i Darthmouth Főiskola gazdaságtudományi oktatója volt, később pedig a Szövetségi Kereskedelmi Bizottságnál (FTC) dolgozott. Az FTC-nél eltöltött idő alatt számos publikációja jelent meg az amerikai faipart érintő gazdasági kihívásokkal kapcsolatban; Comptont az Amerikai Faipari Gyártók Egyesülete (amely később az Amerikai Fa- és Papíripari Egyesületbe olvadt) 1918-ban titkárává és menedzserévé választotta. A férfi 1944-ig töltötte be a pozíciót; hivatali ideje alatt a szervezet az amerikai faipar meghatározó szereplője lett.
Wilsont 1944. augusztus 21-én a Washingtoni Állami Főiskola (ma Washingtoni Állami Egyetem) igazgatótanácsa az intézmény rektorává választotta; Compton a tisztséget az egyetem történetében legtovább (28 évig) betöltő Ernest O. Hollandot váltotta. Martindale Compton alatt a főiskola növekedésnek indult, mivel a második világháborút követően a GI Bill ösztöndíjjal több veterán is ide felvételizett. Wilson Compton hivatali ideje alatt a felsőoktatási intézmény oktatási és adminisztratív szempontokból is modernizálva lett, valamint egy mezőgazdasági- és egy technológiai intézet is létrejött, ezáltal a főiskola az ipari szereplők számára is vonzóvá vált. A növekvő igényeknek megfelelve a kampusz új épületekkel egészült ki: ezek a Todd-csarnok (oktatási épület), a Dana-csarnok (mérnöki épület), a Holland Könyvtár, valamint a később Compton nevét felvevő hallgatói szövetségi épület. Compton rektori pályafutása az 1951 áprilisi állami pénzügyi válság idején ért véget; a férfi 1952 és 1953 között a külügyminisztérium alá tartozó Külkapcsolati Igazgatóságot (a mai külkapcsolati ügynökség elődje) vezette.
George A. Frykman történelemoktató, a „Creating the People's University: Washington State University, 1890-1990” című évkönyv szerzője a következőképpen emlékezik meg a Compton-éráról: „Rövid, de eseménydús időszak, amely alatt az intézmény gyorsan haladt az egyetemi státusz megszerzése felé”.
Az 1952-es Hazatérés alkalmával az 1950–52 között épült hallgatói szövetségi épület Wilson nevét vette fel (Compton Union Building, CUB). 1964. május 9-én a Princetoni Egyetem kuratóriuma a három Compton-fivér tiszteletére az egyik mesterképzési tömböt Compton Quadrangle névre keresztelte.

## Fordítás
Ez a szócikk részben vagy egészben  a   Wilson Martindale Compton című angol Wikipédia-szócikk ezen változatának fordításán alapul.  Az eredeti cikk szerkesztőit annak laptörténete sorolja fel. Ez a jelzés csupán a megfogalmazás eredetét és a szerzői jogokat jelzi, nem szolgál a cikkben szereplő információk forrásmegjelöléseként.